# Łysokanie
Łysokanie est une localité polonaise de la gmina de Kłaj, située dans le powiat de Wieliczka en voïvodie de Petite-Pologne.